# المجعار العليا (إب)

تعديل مصدري - تعديل

المجعار العليا محلة تابعة لقرية المربض، التابعة لعزلة البحريين بمديرية إب إحدى مديريات محافظة إب في الجمهورية اليمنية.، بلغ تعداد سكانها 24 حسب تعداد اليمن لعام 2004.